# Badmintonmeisterschaft von Hongkong 1994
Die Badmintonmeisterschaft von Hongkong des Jahres 1994 trug den vollständigen Namen Bank of China (Hong Kong) Hong Kong Annual Badminton Championships 1994 (chinesisch 1994 中銀香港全港羽毛球錦標賽).

## Sieger und Finalisten
| Disziplin    | Gold                       | Silber                   |
| ------------ | -------------------------- | ------------------------ |
| Herreneinzel | Wong Wai Lap               | Tam Kai Chuen            |
| Dameneinzel  | Chan Oi Ni                 | Cheng Yin Sat            |
| Herrendoppel | Chow Kin Man Chan Kin Ngai | He Yiming Ma Che Kong    |
| Damendoppel  | Tung Chau Man Ngan Fai     | Zang Ling Chung Hoi Yuk  |
| Mixed        | He Yiming Chung Hoi Yuk    | Chan Kin Ngai Chan Oi Ni |